# Râmă
Râma este un nume comun pentru cele mai multe dintre componentele taxonului Oligochaeta, din încrengătura Annelida.

## Descriere
Râma trăiește în sol și are corpul inelat, de formă cilindrică (fiecare inel constituie unul din nervii organismului). Corpul este subțiat la ambele capete si are 15-25 cm lungime. Inelele din care este format sunt despărțite la exterior prin șanțuri circulare, cărora în interior le corespund pereți despărțitori. Pe partea ventrală a fiecărui inel, râma are câte 4 perechi de peri scurți și aspri, îndreptați înapoi, numiți cheți. La exterior are pielea umedă cu mucus care are rol în respirație și simț. Partea anterioară, mai subțire, prezintă orificiul bucal, iar partea posterioară, care e mai groasă, prezintă orificiul anal. Între cele două orificii se află aparatul digestiv.
- Tegumentul: Corpul râmei este acoperit cu o piele subțire, umedă și bogat vascularizată.
- Nutriția: râma se hrănește cu substanțe organice din sol, pe care le înghite când își sapă galerii. Reține substanțele hrănitoare, iar pământul este eliminat prin orificiul anal, contribuind astfel, la afânarea solului. Charles Darwin le-a denumit „pluguri biologice”.
- Respirația: Râma nu are aparat respirator. Respiră prin piele.
- Circulația: Vasele de sânge sunt reprezentate de vasul dorsal și cel ventral, legate între ele prin vase circulare, câte unul pentru fiecare segment. Sângele este de culoare roșie.
- Excreția: este realizată de tuburi prevăzute la un capăt cu o pâlnie ciliata, iar celălalt capăt se deschide la exterior printr-un por situat în inelul urmator.

- Locomoția: râma prezinta mușchi longitudinali sub corp care îi dau posibilitatea de mișcare prin arcuire.

- Sistemul digestiv: orificiul bucal, faringe, esofag, stomac, intestin, orificiul anal
- Înmulțirea: indivizii posedă atât organe de reproducere feminine cât și masculine, deci indivizii sunt hermafrodiți. Celulele reproducătoare ajung însă la maturitate în perioade diferite astfel că nu poate avea loc autofecundarea.
- Ciclu de dezvoltare: ou → cocon → râmă

## Utilitatea râmelor
Râmele favorizează formarea și stabilizarea structurii solului, aerisirea și circulația mai bună a apei în sol. 
În cursul hrănirii râmele degradează, amestecă și combină substanțele humice cu componentele anorganice din sol și contribuie astfel la mărirea capacității de absorbție a solului, foarte importantă pentru plantele superioare, prin creșterea așa numitelor complexe argilo-humice.
Râmele sunt o componentă importantă a lanțurilor trofice din sol. Animalele moarte îmbogățesc solul cu compuși valoroși mai ales cu proteine bogate în azot. Prin această activitate ele favorizează activitatea biologică și deci fertilitatea solului.

### General
- Earthworm Digest – information website and magazine
- WormWatch – Field guide to earthworms Arhivat în 2 februarie 2004, la Wayback Machine.
- Earthworms as pests and otherwise hosted by the  UNT Government Documents Department

### Academice
- Infography about Earthworms Arhivat în 24 septembrie 2015, la Wayback Machine.
- Earthworm resources
- Opuscula Zoologica Budapest, online papers on earthworm taxonomy
- A Series of Searchable Texts on Earthworm Biodiversity, Ecology and Systematics from Various Regions of the World—maintained by Rob Blakemore, Ph.D., an earthworm taxonomy specialist

### Agricultură și ecologie
- Earthworm Information at University of California, Davis
- Minnesota Invasive Earthworms Minnesota DNR information on the negative impacts of earthworms